# Фавела, Марлене
Сильвия Марлене Фавела Мерас (исп. Silvia Marlene Favela Meraz; род. 5 августа 1976, Сантьяго-Папаскьяро, Дуранго, Мексика) — мексиканская актриса и модель.

## Биография
Марлене Фавела имеет испанское, ливанское и мексиканское происхождение. Марлене с детства мечтала стать знаменитой, но её путь к славе был непростым. Она переехала в Мехико изучать юриспруденцию, случайно познакомилась там с одним продюсером и в результате в течение пяти лет проработает фотомоделью. Затем её заметили люди из «Телевисы», и Марлене получила стипендию на изучение актёрского мастерства.
Первые шаги на телевидении Марлене сделала в качестве соведущей программы «Camaron que se duerme», одновременно снимаясь в эпизодических ролях и сериалах. Всё изменилось, когда в 2002 году Марлене получает главную роль в теленовелле «Дикая кошка». Первоначально её должна была играть Алисия Мачадо, а Марлене значилась всего лишь дублершей. Марлене даже не мечтала о таком повороте, это была большая неожиданность для неё. Марлене выходила и на театральную сцену, вместе с такими грандами, как Элена Рохо и Хулио Алеман. Кроме того, Марлене успела поработать ведущей спортивной программы «Meridiano X», в которой рассказывалось об экстремальных видах спорта.

## Болезнь и выздоровление
27 июля 2012 года в Майями Марлене Фавела перенесла инсульт.
Марлене была дома, когда почувствовала покалывание в руках, тошноту и головокружение, поэтому её сразу забрали в больницу. Марлене думала, что она отравилась, поедая морепродукты, но оказалось, что у неё инсульт. В больнице Марлене перенесла операцию на головном мозге. К огромному счастью болезнь удалось полностью победить и она вернулась в кино и снимается по настоящее время.

## Семья
Для Марлене самое главное в жизни — это её родители Силвия Мерас и Фелипе Фавела.
Братья и сестры:
Лаура Дель Кармен (р. 1970),
Мабел (р. 1971),
Алан (умер),
Дебора (р. 1991)
С 2009 по 2010 она встречалась с боксером Хорхе Камачи. С 2012 встречается с израильской моделью Гаем Давидяном. 16 декабря 2017 года вышла замуж за австралийского предпринимателя Джорджа Сили. 16 мая 2019 года объявила о своей беременности. 12 октября 2019 года родила дочь Беллу Сили.

## Фильмография
- 1995 — Мария Хосе[исп.] (исп. María José) — Дебора
- 1997 — Мария Исабель[исп.] (исп. María Isabel) — Патрисия
- 1999 — Ради твоей любви[исп.] (исп. Por tu amor) — Моника
- 1999 — Ад в Раю[исп.] (исп. Infierno en el paraíso) — Патрисия
- 1999 — Мечты юности[исп.] (исп. DKDA: Sueños de juventud) — Джина
- 1999 — Обманутые женщины[исп.] (исп. Mujeres engañadas) — Летисия
- 2000 — Дом на пляже[исп.] (исп. La casa en la playa) — Малена Нуньез
- 2000 — Личико ангела (исп. Carita de ángel) — Эмбер Ферер
- 2001 — Злоумышленница (исп. La intrusa) — Гваделупе Росасс
- 2001 — Рождество без конца[исп.] (исп. Navidad sin fin) — Чугуис
- 2002 — Между любовью и ненавистью[исп.] (исп. Entre el amor y el odio) — Сесилия Амарал
- 2002 — Дикая кошка[исп.] (исп. Gata salvaje) — Розаура Риос
- 2003 — Фата невесты[исп.] (исп. Velo de novia) — Анхела Вилласеор
- 2004 — Руби (исп. Rubí) — Сонья Чхавария Гонсалез
- 2005 — Наперекор судьбе (исп. Contra viento y marea) — Наталия Риос
- 2006 — Дурнушка (англ. Ugly Betty) — Сестра Евы
- 2007 — Зорро: Шпага и роза[исп.] (исп. El Zorro, la espada y la rosa) — Эсмеральда Санчес Де Монкада
- 2007 — Любовь без грима[исп.] (исп. Amor sin maquillaje) — Хосефина «Пина» Корденас
- 2007 — Особь: Пробуждение (англ. Species IV: The Awakening) — Азура
- 2008 — Игра в мяч[исп.] (англ. Playball) — Елена
- 2011 — Страстное сердце[исп.] (исп. Corazón apasionado) — Патрисия Кампос Миранда
- 2011 — Наследники дель Монте[исп.] (исп. Los herederos del Monte) — Паула дель Монте
- 2012 — Лик Мести (исп. El rostro de la venganza) — Алисия Ферер
- 2013 — Повелитель небес (исп. El Señor de los Cielos) — Виктория Наварез
- 2015 — Страсть и власть (исп.  Pasión y poder) — Нина